# 林鄭月娥2017年香港行政長官選舉活動
林鄭月娥是香港特別行政區時任政務司司長。她在2017年1月12日正式宣布辭任政務司司長一職，並在2017年1月16日獲得批准。同日，她正式宣佈參選行政長官。
|                    | 同行 WE CONNECT |
| ——林鄭月娥競選口號 |                 |

## 宣布成為候選人

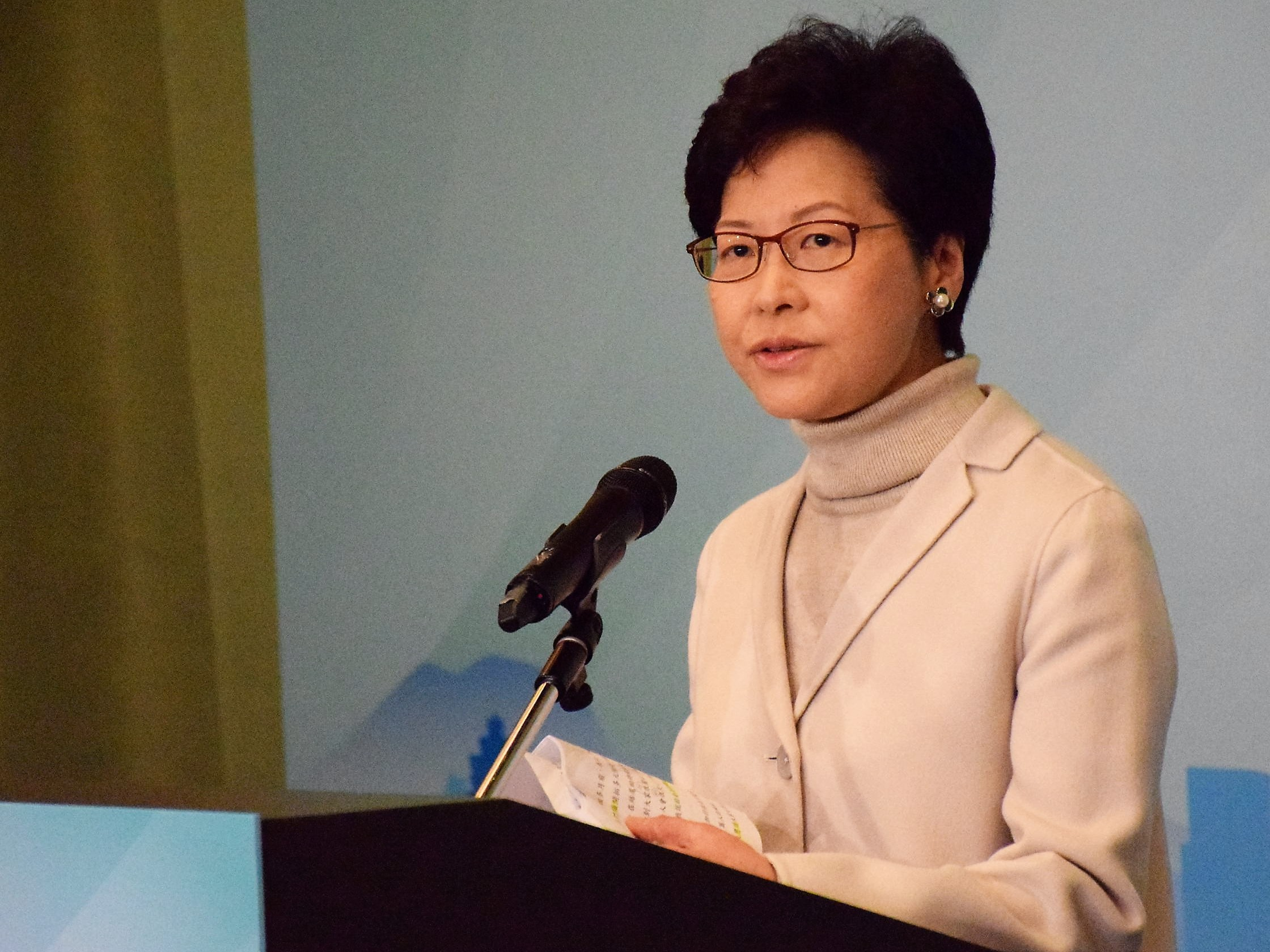
林鄭月娥於2017年1月16日宣布參選行政長官選舉

林鄭月娥曾多次在公開場合表示自己無意參選行政長官。2016年12月9日，時任行政長官梁振英突然宣布不參選此次選舉，令香港大為轟動。翌日早上，林鄭月娥回應稱「這變化非常巨大」，令她重新考慮自己的情況，再決定是否參與特首選舉。此後，她便一直蠢蠢欲動，表達有望參選的意向。2017年1月初，政圈傳出林鄭月娥決定將計劃付諸實行，並決定參選。林鄭月娥在此期間，組成了自己的競選班底，包括夏佳理、行會成員陳智思、三十會召集人兼金融發展局成員李律仁、前廣播處副處長戴健文等。支持林鄭月娥參選的人士中，其中不少人是從支持曾俊華的陣營轉投支持林鄭月娥的陣營。
2017年1月12日，林鄭月娥正式宣布辭任政務司司長一職。在同日中午舉辦的午宴中，本身是天主教徒的林鄭月娥指是上帝叫她辭職參選。
2017年1月16日，林鄭月娥正式宣布參選此次選舉。同日，她在香港會議展覽中心舉行記者會宣布參選行政長官選舉，並以團結一致、鞏固香港的優勢、掌握眼前的機遇以迎接香港的新景象作為競選主調。

## 政綱
林鄭月娥以提出「八大願景」，分別為「鞏固優勢 堅定信心」、「多元經濟 優質就業」、「培育青年 廣納人才」、「平衡發展 優化城市」、「扶貧助弱 共享成果」、「和諧共融 關愛互助」、「一國兩制 勿忘初心」及「掌握機遇 昂首邁進」。但詳細政綱仍未公佈。

## 競選團隊
| 主席團 - 夏佳理 - 查史美倫 - 鄭慕智 - 蔡冠深 - 霍震霆 - 林大輝 - 李秀恒 - 羅仲榮 - 盧文端 - 胡定旭 - 余國春 - 盛智文 | 資深顧問 - 陳有慶 - 陳永棋 - 陳幼南 - 鄭耀棠 - 張偉良 - 張學明 - 范徐麗泰 - 夏雅朗 - 何世柱 - 許榮茂 - 洪祖杭 - 郭鶴年 - 林建岳 - 劉遵義 - 劉千石 - 李兆基 - 李宗德 - 梁志堅 - 李鳳英 - 羅康瑞 - 黃志祥 - Raj Sital - 王國強 - 吳光正 - 任志剛 - 楊釗 - 余黎青萍 |

### 競選辦公室
| 主任 - 陳智思 副主任 - 陳念慈 - 陳勇 - 陳振彬 - 陳清霞 - 孔令成 - 李民斌 - 李律仁 - 黃永光 - 吳仕福 - 潘德鄰 | 其他成員 - 劉鳴煒 - 張國鈞 |

## 競選活動

### 開辦Facebook專頁
林鄭月娥曾表示她不會開設Facebook專頁與市民交流，並只以傳統落區派發傳單方式與市民交流。然而，在2017年2月6日下午，她在Facebook上開設一名為「林鄭辦公室」的官方專頁，並引起市民關注。結果，專頁開設後六小時，首個帖子已有超過2.1萬個代表生氣的「嬲嬲」表態，反而讚好則只有1,600餘個。此外，該帖更被網民連珠炮發式地洗版責罵她。

### 公布初步政綱
一直被批評沒有政綱，而只有中央政府支持的林鄭月娥於2017年2月13日下午召開記者會闡述她的初步政綱，在教育、稅務及置業三方面提出新理念、新方向。
林鄭在政綱提出，每年增加50億元教育經常性開支，包括訂立幼師薪級表、改善中小學教師編制等；稅制方面，林鄭提出改革兩級制利得稅，企業首兩百萬元利潤，稅率由16.5%減至一成，預料數以萬計企業減稅四成，首二百萬元後利潤的稅率維持不變。房屋方面，林鄭建議增加綠置居供應，騰空公屋單位，並在居屋之上，構建中產家庭可負擔的港人首次置業上車盤。

### 獲中共中央政治局及大量建制派選委支持
2017年2月，全國人大常委會委員長張德江和中共中央統戰部部長孫春蘭等中央港澳工作協調小組領導人，在深圳市與五大商會及多個建制派政黨負責人會面，傳達林鄭月娥是以總書記習近平為首的黨中央政治局「唯一」支持的下屆特首候選人。此舉被認為是中央為林鄭「箍票」，效果亦非常顯著，傳統建制政黨及社團全面歸隊支持林鄭月娥，並紛紛將提名票給予她。林鄭月娥收穫的提名票來自四個界別，其中主要支持她的陣營包括手握過百票的民建聯、20票的經民聯、26票的鄉議局、53票的新界區議會、51票的政協界別及18票的中總等。在提名期僅僅開始後，她便擁有超越一百五十張提名票，令她獲得入閘資格。

### 報名參選
2017年2月28日早上11時，林鄭月娥攜帶579張提名票到灣仔選舉事務處提交提名及報名參選。選舉事務處與當晚19點36分在官網發布簡報，裁定林鄭月娥的參選人資格有效。林鄭月娥正式成為成為第三個被確認「入閘」行政長官候選人。

### 落區
林鄭月娥於2017年1月20日首次進行落區競選活動，期間她主要到訪了南區。在無綫新聞發放的新聞片段中，她在利東站A出口通道與市民合照時，剛巧站在黃竹坑站車站施工展示板旁，並以為她正在身處該站，並指「新站呀，黃竹坑」。她隨即被合照的市民指正。
八達通卡於1997年面世，是香港市民主要用作繳付車資的智能卡之一。林鄭月娥在金鐘站使用八達通出閘時，望着閘機顯示綠色前進箭嘴但仍站着未有動作，待身旁助手伸手推一推其手臂，並提示「得喇，行得喇」，她才推閘前行。以上兩事件發生後，市民紛紛批評林鄭月娥「離地」，並不體察民情。
2017年1月27日下午，林鄭月娥到沙田出席落區活動。她在到達排頭村時，她見有一名老婦在街邊行乞，她問婆婆是否香港人，婆婆搖頭否認，林鄭以普通話與她交談一會，就給她一張500元港幣。事後，其競爭對手、退休法官胡國興引用香港法例《簡易程序治罪條例》（第228章）第26A條，指出任何人士在公眾地方、街道或水道乞取或收取施捨，均屬犯罪，定罪後可被處罰款500元及監禁（第一或第二次定罪為一個月，而第三次或其後定罪則為12個月）。事件引起市民批評林鄭月娥助長大陸行乞集團在港行騙的行為。
事後，有線新聞訪問該乞丐，她指有人由湖北帶她來港兩天行乞。

### 舉行大型造勢大會

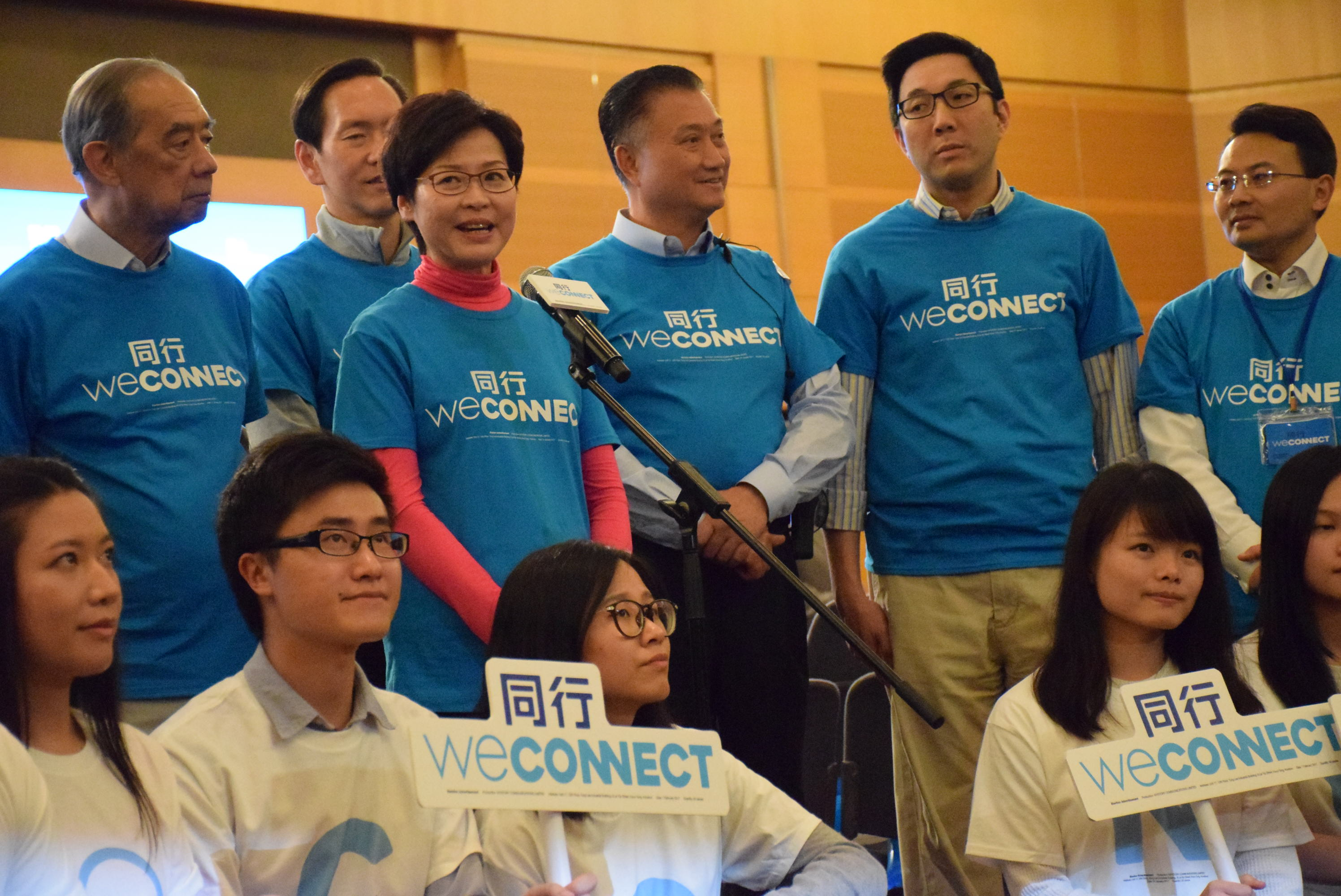
林鄭月娥的競選團隊

2017年2月4日，林鄭月娥在灣仔會展舉行造勢大會，並在其中提出施政框架五大重點，包括覓地建屋、發展多元經濟、全面檢視教育制度，又稱會為政府帶入新處事手法及理財新哲學。
林鄭競選辦亦公開競隊團隊全名單，共有50人為林鄭助選，其中有多名重量級成員。政界方面，包括競選辦主席夏佳理（西九管理局董事局副主席）、競選辦主任陳智思（行政會議成員），資深顧問則有前香港金融管理局總裁任志剛及全國人大常委、前香港立法會主席范徐麗泰等。
在商界方面，多名富商出任競選辦資深顧問，包括恒基主席李兆基、九龍倉集團前主席吳光正、信和主席黃志祥、瑞安集團董事長羅康瑞，多名左派社團領導亦榜上有名。
在造勢大會中，她並沒有公佈政綱，歷時不足1小時的大會，林鄭月娥談及與家人的往事，並以分享會形式邀請支持者在台下發言。
林鄭競選辦曾邀請全體立法會議員出席她舉辦的造勢大會。雖然僅部份民主派議員表示獲邀，但在當日大會上，全部民主派議員一律缺席。而被視為「投共」的前立法會民主派議員劉千石則有到場支持，並指出「我愛香港，所以我撐你。」由於他是職工盟的成員，但林鄭月娥並不主張職工盟爭取的權益，因此被該黨主要負責人李卓人向他的行為劃清界線。

### 結果
於2017年3月26日，林鄭月娥以777票當選。該次選舉是選舉委員會第二次在不根據大眾民意的情況下推選出行政長官，反映北京當局對香港正加強影響力。

## 爭議事件

### 离地行为
林鄭月娥2017年1月20日在金鐘站落区乘地铁使用八達通出閘時，望着閘機顯示綠色前進箭嘴但仍站着未有動作，待身旁助手伸手推一推其手臂，並提示「得啦，行得啦」，她才推閘前行。以上兩事件發生後，市民紛紛批評林鄭月娥「離地」，並不體察民情。后来她于2017年5月份时回应此事件称她一直以为在搭乘较新开通的南港岛线后以为港铁系统内所有车站的闸机都是在拍卡后会自动放行的新型活板閘機，从而在金钟站出站时将传统的、拍卡后需上前推开的三棍式閘機误以为成为会自动开门的活板閘機。
林鄭月娥在辭任政務司司長之後，便遷出其在於山頂的官邸，搬到位於灣仔的服務式住宅會景閣居住。期間，她在2017年1月23日自行透露她在深夜發現原來新居無廁紙，才驚覺「原來便利店係冇廁紙賣」，還要乘搭的士返回政務司司長官邸取廁紙。
事件更引發外國媒體報導，其中英媒《每日郵報》及《英國廣播公司》形容事件是「Loo paper-gate」（「廁紙門」），使這件醜事傳至外國。事件引起市民討論，並再度指她不體察民情。其實，她所居住的會景閣，是一服務式住宅，自然有房間服務提供，她大可召喚服務員為她補充廁紙供應。

### 争议言论
宣布參選後，林鄭月娥與各界交流時稱，是次選舉最壞情況是選出中央不能任命的人選，聲言參選是要防止出現此憲制危機，此話被視為將矛頭直指其直接競爭對手曾俊華。同日晚上，同為行政長官候選人的退休法官胡國興指，林鄭月娥有可能違反了香港法例第554章的《選舉（舞弊及非法行為）條例》的第26條，該條例規定了候選人不可以發布有關候選人的虛假或誤導性陳述，一旦干犯即屬違法。胡國興說，如果有候選人為了阻礙一些候選人或是某個候選人當選，而發布有誤導性至關鍵程度的事項陳述，就是刑事罪行。
2017年3月12日的選舉論壇裡，林鄭月娥表示自己和其支持者蕭芳芳最近受到網絡欺凌，是“白色恐怖”的受害者。曾俊華反駁林鄭月娥，並指出最近某件事情（指中聯辦向選委施壓）才是白色恐怖，贏得不少掌聲。林鄭月娥的言論令全場大市民和選委譁然。有學者更批評這種言論與警察當日（七警案）自比為二戰時的猶太人沒有分別。而曾俊華亦在行政長官選舉日落選後接見傳媒時暗地裡批評林鄭月娥的作風及行事如同極權國家的獨裁者一樣，這些意見反映林鄭月娥不論在泛民、温和建制派及廣泛市民皆盡失民心，甚至激起強烈民憤。

### 拒到天水圍晤基層團體
2017年3月17日，林鄭月娥競選辦通知17個基層團體因林鄭月娥近日比較疲累，不想去偏遠的天水圍，需要休息為理由，決定不出席與基層團體在天水圍舉行的會面，隨即引起廣泛市民強烈批評，不少人更認為她不知民間疾苦及欺騙港人。直至2017年3月23日，林鄭月娥才到天水圍與基層團體會面，並就早前失約兩度致歉。

## 知名支持人士
- 唐英年：唐英年曾於2017年1月16日表示林鄭月娥是“屬於有心、有力及有經驗的參選人”[33] 。 2月27日林鄭月娥公佈政綱之後唐英年表示“認同和支持她的政綱”，同時表示將把票投給林鄭月娥[34]。
- 葉劉淑儀：新民黨黨主席，退選行政長官後較傾向支持林鄭月娥[35]。林鄭月娥曾表示葉劉淑儀若不能入閘，會第一時間聯絡對方，向她及新民黨介紹自己的政綱，爭取支持[36] 。
- 李澤楷：電訊盈科主席兼執行委員會主席，李嘉诚长子[37]。
- 何超鳳：何鴻燊的女儿。
- 陳啟宗：恒隆集團及恒隆地產的董事長。
- 李兆基：恆基兆業、中華煤氣董事局主席暨新鴻基地產董事局副主席。
- 范徐麗泰：港區全國人大代表及全國人大常委會委員[38]。
- 林貝聿嘉：香港各界婦女聯合協進會主席、太平紳士，貝聿銘的堂妹。在2017年3月2日舉行的港區婦聯代表聯誼會特首候選人交流會中，林貝聿嘉向林鄭月娥贈送寫有「競選成功」的祝賀牌[39]。

## 民意調查
| 調查時期          | 調查來源                             | 樣本數目 | 支持林鄭月娥 | 在所有候選人中的排名 | 備註                                                 |
| 2017年            | 2017年                               | 2017年   | 2017年       | 2017年               | 2017年                                               |
| ----------------- | ------------------------------------ | -------- | ------------ | -------------------- | ---------------------------------------------------- |
| 3月14日－15日@    | Now新聞/嶺大（页面存档备份，存于）   | 410      | 32.5%        | 2                    |                                                      |
| 3月12日－16日@    | 香港01/港大                          | 1,027    | 34%          | 2                    |                                                      |
| 3月11日－15日@    | 香港01/港大（页面存档备份，存于）    | 1,019    | 33.7%        | 2                    |                                                      |
| 3月10日－14日@    | 香港01/港大（页面存档备份，存于）    | 1,014    | 33.3%        | 2                    |                                                      |
| 3月9日－13日@     | 香港01/港大（页面存档备份，存于）    | 1,014    | 32.2%        | 2                    |                                                      |
| 3月8日－13日      | 南華早報/中大（页面存档备份，存于）  | 1,009    | 29.5%        | 2                    |                                                      |
| 3月8日－12日      | Now新聞/嶺大（页面存档备份，存于）   | 934      | 30.0%        | 2                    |                                                      |
| 3月8日－12日@     | 香港01/港大（页面存档备份，存于）    | 999      | 31.2%        | 2                    |                                                      |
| 3月7日－11日@     | 香港01/港大（页面存档备份，存于）    | 1,005    | 33.6%        | 2                    |                                                      |
| 3月6日－10日@     | 香港01/港大                          | 1,010    | 33.8%        | 2                    |                                                      |
| 3月5日－9日@      | 香港01/港大（页面存档备份，存于）    | 1,008    | 33.6%        | 2                    |                                                      |
| 3月4日－8日@      | 香港01/港大（页面存档备份，存于）    | 1,005    | 34.9%        | 2                    |                                                      |
| 3月3日－7日@      | 香港01/港大（页面存档备份，存于）    | 1,027    | 34.6%        | 2                    |                                                      |
| 3月2日－7日       | 信報/中大（页面存档备份，存于）      | 1,018    | 34.3%        | 2                    |                                                      |
| 3月2日－6日@      | 香港01/港大（页面存档备份，存于）    | 1,027    | 33.0%        | 2                    |                                                      |
| 3月1日－7日       | 未來@香港/嶺大（页面存档备份，存于） | 1,014    | 27.6%        | 2                    |                                                      |
| 3月1日－5日@      | 香港01/港大（页面存档备份，存于）    | 1,027    | 33.7%        | 2                    |                                                      |
| 2月20日－24日     | 明報/港大（页面存档备份，存于）      | 1,007    | 32.3%        | 2                    |                                                      |
| 2月14日－18日     | Now新聞/嶺大（页面存档备份，存于）   | 1,010    | 29.4%        | 2                    | 梁國雄加入為選項，總人數增至五人                     |
| 2月2日－8日       | 南華早報/中大（页面存档备份，存于）  | >1,000   | 28.2%        | 2                    |                                                      |
| 2月1日－4日       | Now新聞/嶺大（页面存档备份，存于）   | 1,023    | 25.0%        | 2                    |                                                      |
| 1月19日－24日     | 明報/港大（页面存档备份，存于）      | 1,006    | 35.3%        | 2                    |                                                      |
| 1月18日－24日     | 信報/中大（页面存档备份，存于）      | 1,036    | 30.9%        | 2                    | 林鄭月娥辭任政務司司長，獲國務院批准離任，並宣布參選 |
| 1月12日－15日     | now新聞/嶺大（页面存档备份，存于）   | 1,103    | 22.0%        | 2                    | 林鄭月娥辭任政務司司長                               |
| 1月4日－10日      | 南華早報/中大（页面存档备份，存于）  | 1,024    | 23.2%        | 2                    |                                                      |
| 2016年            |                                      |          |              |                      |                                                      |
| 12月16日－20日    | now新聞/嶺大（页面存档备份，存于）   | 1,007    | 20.2%        | 2                    |                                                      |
| 12月12日－16日    | 信報/中大                            | 1,032    | 23.9%        | 2                    |                                                      |
| 12月5日－6日      | 香港01/港大（页面存档备份，存于）    | 516      | 10.8%        | 2                    | 民調進行期間，她曾宣布不參選                         |
| 11月24－29日      | now新聞/嶺大（页面存档备份，存于）   | 1,052    | 8.3%         | 3                    | 民調進行期間，她曾宣布不參選                         |
| 10月28日－11月2日 | now新聞/嶺大（页面存档备份，存于）   | 1,020    | 8.3%         | 3                    | 民調進行期間，她曾宣布不參選                         |
| 10月16日－11月2日 | 信報/中大（页面存档备份，存于）      | 1,005    | 10.3%        | 3                    | 胡國興加入為選項，總人數增至四人                     |
| 10月3日－5日      | 端傳媒/中大（页面存档备份，存于）    | 521      | 11.6%        | 2                    |                                                      |
| 9月26日－27日     | 香港01/港大                          | 513      | 12.3%        | 2                    |                                                      |
| 1月23日           | 香港01/港大（页面存档备份，存于）    | 519      | 15.8%        | 2                    |                                                      |

## 外部連結
- 林鄭月娥競選活動官方網站（页面存档备份，存于）
- 林鄭月娥競選政綱（页面存档备份，存于）
- 林鄭月娥競選活動的Facebook專頁